# Jugend-Schwimmweltmeisterschaften
Die Jugend-Schwimmweltmeisterschaften werden im Zweijahresrhythmus von der Fédération Internationale de Natation (FINA), dem Dachverband aller nationalen Schwimmverbände, abgehalten. Die Altersbegrenzung für die Teilnehmer liegt bei achtzehn Jahren. Die letzte Ausrichtung fand 2019 in der ungarischen Hauptstadt Budapest statt.

## Jugend-Schwimmweltmeisterschaften
| Nr. | Jahr | Austragungsort | Datum        | Teilnehmer | Nationen | Erfolgreichste Nation        |
| --- | ---- | -------------- | ------------ | ---------- | -------- | ---------------------------- |
| 1   | 2006 | Rio de Janeiro | 22.–27. Aug. | 685        | 81       | Italien (9/6/2)              |
| 2   | 2008 | Monterrey      | 8.–12. Juli  | 480        | 61       | Vereinigte Staaten (9/7/5)   |
| 3   | 2011 | Lima           | 16.–21. Aug. | 528        | 58       | Vereinigte Staaten (11/8/3)  |
| 4   | 2013 | Dubai          | 26.–31. Aug. |            |          | Australien (10/6/2)          |
| 5   | 2015 | Singapur       | 25.–30. Aug. | 700        | 87       | Australien (9/7/3)           |
| 6   | 2017 | Indianapolis   | 23.–28. Aug. |            |          | Vereinigte Staaten (11/12/7) |
| 7   | 2019 | Budapest       | 20.–25. Aug. |            |          | Vereinigte Staaten (18/10/9) |